# Мятеж Желиговского
Мятеж Желиговского (пол. bunt Żeligowskiego, или żeligiada, лит. Želigovskio maištas) — вооружённый мятеж, начавшийся 9 октября 1920 года, под руководством генерала Желиговского, в результате чего возникла Срединная Литва со столицей в Вильнюсе.
Польское правительство заявляло, что Желиговский действовал «самочинно» (так называемый бунт польской Литовско-белорусской дивизии). Новопровозглашенное государство Срединная Литва (Litwa Środkowa), просуществовало до марта 1922 г., когда оно окончательно влилось в состав Польского государства. Создание Срединной Литвы предусматривало перекройку административно-этнических границ в этой части Европы: включение в состав Второго Польского государства белорусских земель (части Гродненской и Витебской областей современной Беларуси), а также части литовской территории, остававшейся за пределами Срединной Литвы.

## Предыстория

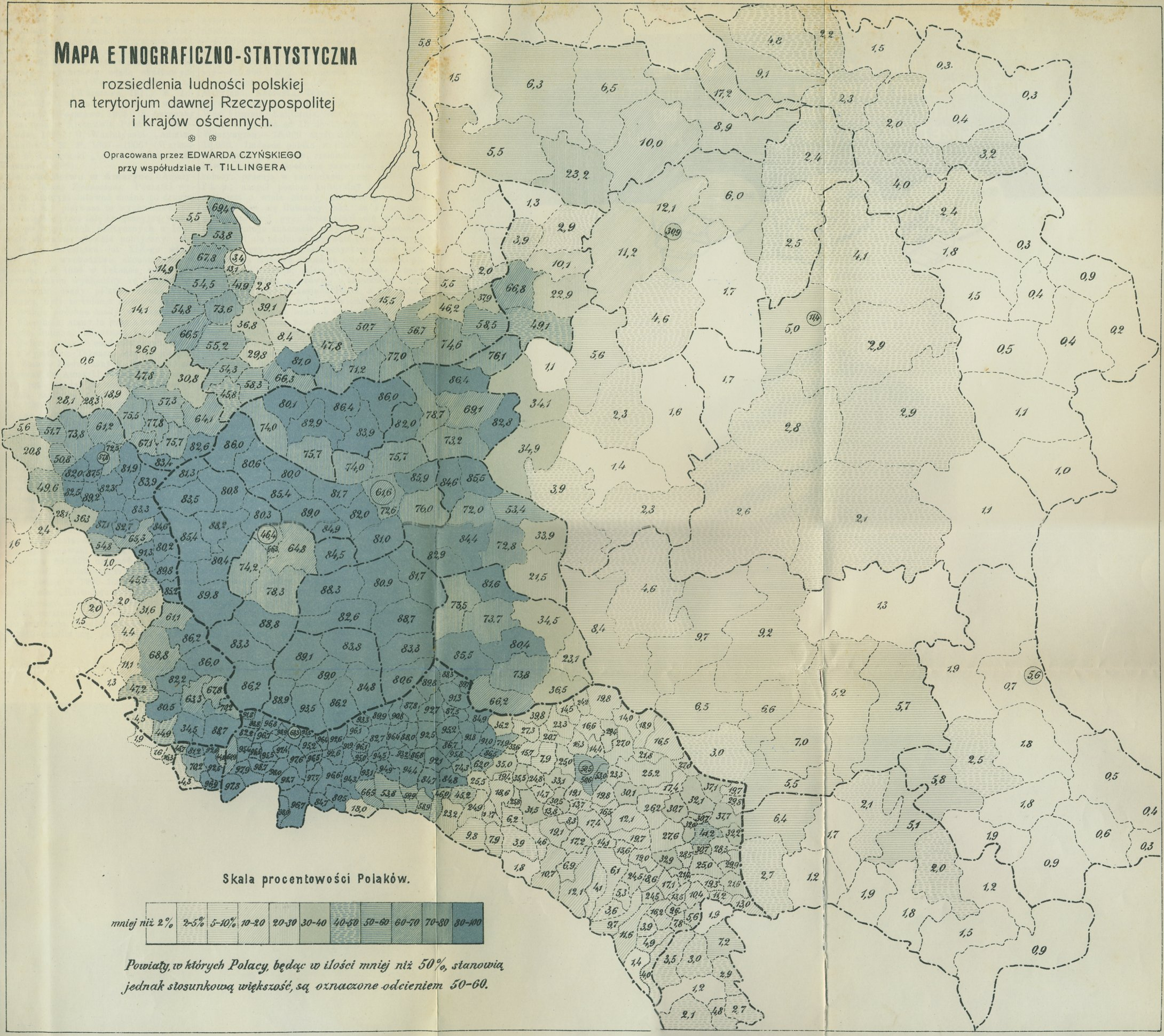
Польская этнографическая карта 1912 года, согласно данным довоенных переписей населения

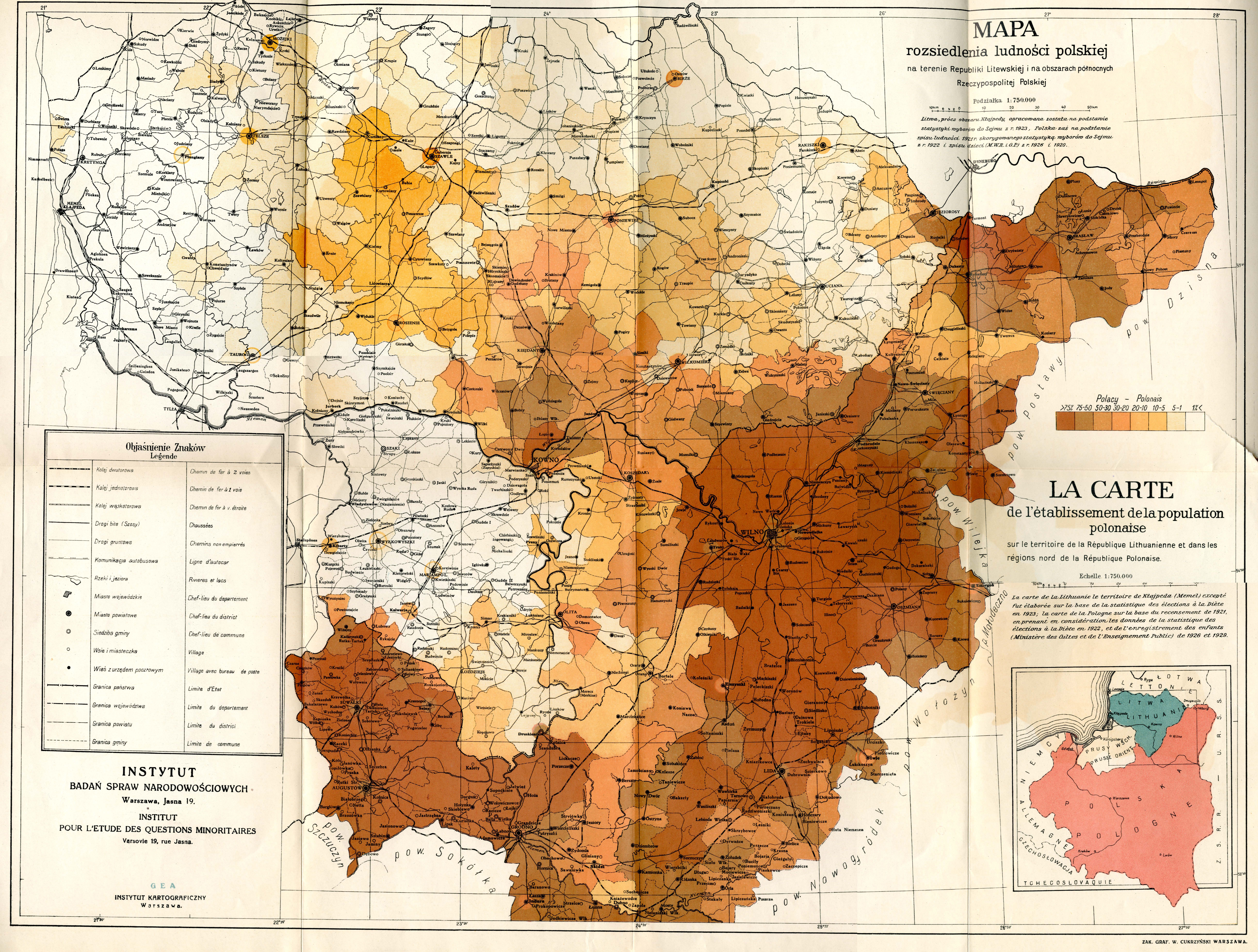
Карта польского населения, проживающего в Литве. 1920 год

Первая мировая война (1914—1918 гг.), в которой приняли участие с обеих воюющих сторон более 30 государств, стала важнейшим историческим событием не только XX в., но и мировой истории в целом. Одним из таких масштабных этнополитических процессов, набравших силу в ходе событий Первой мировой войны, явился международный конфликт вокруг так называемого виленского вопроса, связанного с проблемой государственной принадлежности Виленского края. Исторически под Виленским краем принято понимать территорию бывшей Виленской губернии, а также часть Витебской и Гродненской губерний Российской империи, сгруппированную вокруг города Вильно как культурного и политико-административного центра данного региона. На определенном историческом этапе сам Виленский край с центром в городе Вильно стал рассматриваться в качестве одного из таких объектов, в котором выразили свою заинтересованность различные этнополитические силы. И поляки, и литовцы, и белорусы рассматривали эту территорию в целом и город в частности как жизненно значимые для себя не только в культурном, но и в политическом плане, по-разному интерпретируя исторические основания своих претензий на Виленский край.
Значительная сложность для литовских претензий на эти территории заключалась в том, что в Вильно более 50 % населения к началу XX в. составляли поляки, слегка превосходившие по своей численности евреев, а сами литовцы — всего только около 2 %. Представители литовского национального возрождения еще в конце XIX — начале XX в. заявляли, что население Виленской и Гродненской губерний на самом деле составляют этнические литовцы, которые ранее подверглись «полонизации» или «белорусизации». Город Вильна, основанный в свое время литовским князем Гедимином, рассматривается в качестве центра будущего культурного и политического объединения Литвы.
Польский подход к виленской проблеме включал в себя два разнородных проекта, которые активно противостояли друг другу. Первый из них — федералистский — развивался прежде всего на собственно региональном уровне и апеллировал не только к наследию Великого княжества Литовского, но и к Люблинской унии как историческому прообразу федеративной модели сосуществования литовских и польских территорий. Его идеологи (например, Юзеф Пилсудский), которых принято называть «местными» (krayowcy), были выходцами из Виленского края и сформировали собственный вариант польской идентичности. «Крайовцы» основывали свой проект на идее политической польской нации и расходились в видении статуса Виленского края с представителями классического польского национализма. Второй польский проект — националистический — формировался вне территорий Виленского края, в условиях «коронной» Польши и никоим образом не был связан с исторической традицией Великого княжества. Его идеологи, такие как польский национал-демократ Р. Дмовский, посредством апелляции к двум фактором — языку и религии (католицизм) — представляли иной модерный вариант польской идентичности. Он был основан на этническом понимании польской нации, в рамках которого речь могла идти только о полном культурном и политическом поглощении Виленского края.

## Польско-литовская война
Во время немецкой оккупации осенью 1917 г. в Вильнюсе было создано литовское правительство — так называемая Литовская Тариба . После вывода немецких войск на эту территорию пришла Красная армия (Тариба переехала в Каунас), а 1 декабря 1918 г. была провозглашена Литовская Советская Республика и образовано еще одно литовское правительство — советское, во главе с лидером литовских коммунистов Мицкявичюсом-Капсукасом . В ответ польское население этих земель создало Комитет защиты восточных окраин (КЗВО) и обратилось за помощью к Ю. Пилсудскому . В результате 1 января 1919 г. части польской армии заняли город, а польский военный комендант Мокржецкий объявил столицу Советской Литвы «польским городом» . Но уже через два дня польские части были выбиты оттуда советскими войсками. При содействии Советской России 27 февраля 1919 г. было создано новое государство — Литовско-Белорусская ССР со столицей в Вильно. Однако уже в апреле 1919 г. Вильно снова заняли польские войска под командованием генерала Рыдз-Смиглы. Поляки установили здесь оккупационный режим, литовцы же обратились к странам Антанты с просьбой о проведении демаркационной линии между Польшей и Литвой. Тем временем разгорелась советско-польская война. В результате наступления Красной армии 14 июля 1920 г. Вильно был взят кавалерийским корпусом Г. Гая, а 27 августа согласно советско-литовскому договору в город вступили литовские войска.
По советско-литовскому договору от 12 июля 1920 г. Вильно с прилегающей областью был включен в состав Литвы, что на конференции союзников в Спа в июле 1920 г. признало Польское правительство и даже подтвердило польско-литовским договором от 7 октября 1920 г. Однако столкновения между поляками и литовцами продолжались.

## Ход восстания

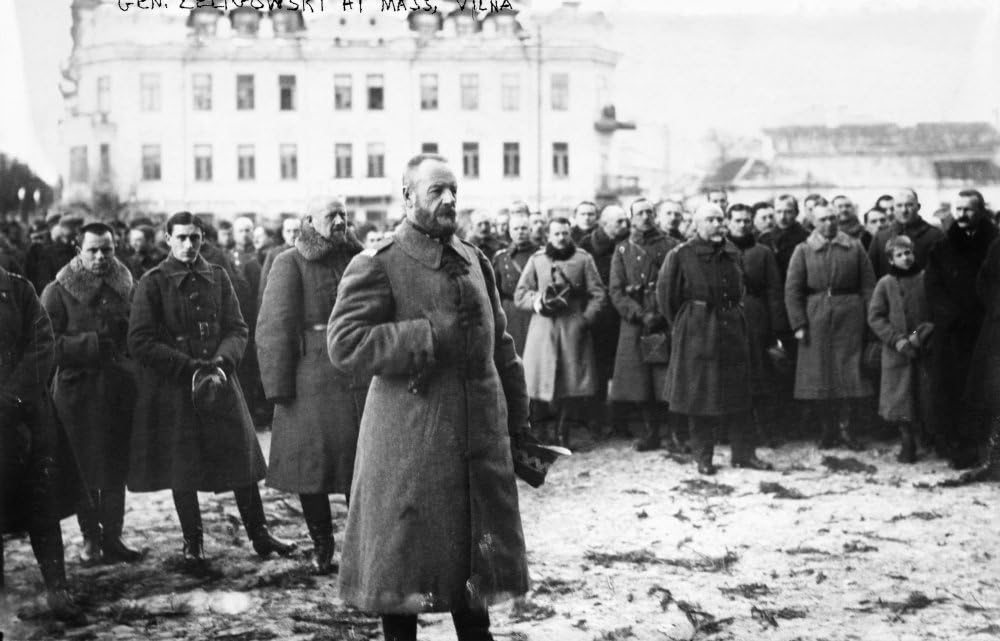
Желиговский входит с солдатами в Вильнюс

Польское руководство 1-2 октября решило инсценировать «мятеж» в армии. Для этого была создана оперативная группа под командованием генерала Желиговского в составе 1-й Литовско-Белорусской дивизии и ряда других подразделений общей численностью около 14 тысячи человек. Около 6 часов утра 8 октября «взбунтовавшиеся» части Желиговского тремя колоннами двинулись на Вильно. В этом районе им противостояли 7 пехотных батальонов и 3 эскадрона кавалерии литовской армии. 9 октября после незначительных стычек с литовскими войсками части Желиговского в 14:15 вступили в город. Совет Лиги заявил протест против действий генерала. Польское правительство на это ответило, что генерал Желиговский действует вопреки его приказаниям, что он вышел из повиновения и является мятежником. До какой степени Пилсудский знал об атаке Желиговского на город, остается предметом обсуждения. Однако после того как войска последнего заняли Вильнюс 9 октября 1920 г. и отобрали город у литовцев, Пилсудский не критиковал действия генерала.
После взятия города, Генерал провозгласил создание на оккупированной части Виленской области нового государственно-территориального образования под названием «Срединная Литва».

## Последствия

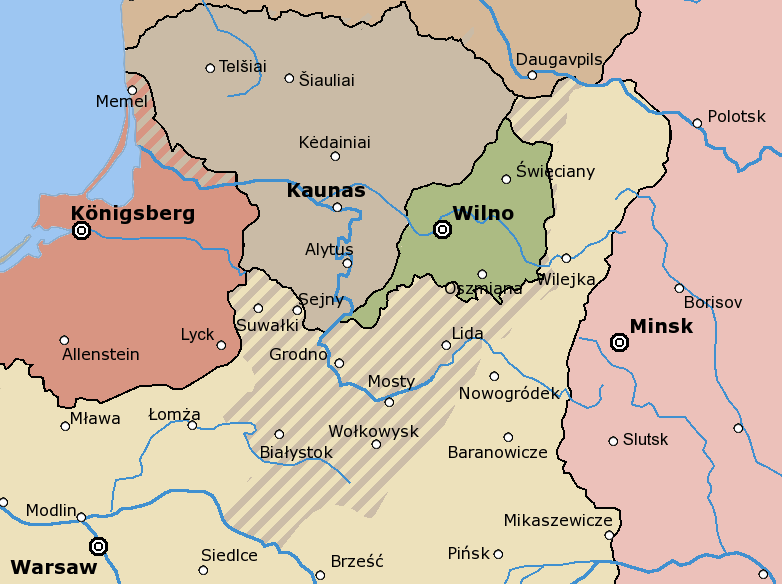
Республика Срединная Литва на карте (отмечена зеленым)

В итоге край остался в руках Желиговского и был присоединен к Польше. Литва не согласилась с потерей Вильнюсского края и до 1938 года не имела дипломатических отношений с Польшей.
Более того, после 1922 г. в литовской государственной идеологии сформировался «виленский миф», согласно которому Польша, выступив как агрессор, нарушающий международные обязательства, оккупировала Виленский край с целью ликвидации в дальнейшем Литовского государства. Польшу обвиняли в нарушении Сувалкского договора, который признавал Вильно за Литвой, а выборы в виленский сейм 1922 г. характеризовали как «сфальсифицированный плебисцит», опровергая тезис о стремлении большинства населения Виленского края присоединиться к Польше. Утверждалось, что, поскольку поляки составляют в Виленском крае незначительное меньшинство, польское правление на Виленщине осуществляется с помощью репрессий и дальнейшего ополячивания литовцев. В Каунасе началась антипольская кампания «Боже, возврати нам Вильнюс!»: в каждой семье висела листовка с литографией «Башни Гедиминаса» и соответствующей подписью под картинкой, а на центральной аллее города Каунаса, на крыше гостиницы и ресторана «Метрополь», была сооружена деревянная модель этой башни, чтобы постоянно напоминать жителям и гостям временной литовской столицы о «неустанных чаяниях литовской нации».

## Мятеж Желиговского в историографии
Польская историография в соответствии с национальной идей старательно стремится приписать персону Л. Желиговского исключительно своей стороне и представить его действия в контексте борьбы за создание Польского государства. Среди польских историков (Wiesław B. Łach, Barbara Gumowska, Dariusz Fabisz) распространено мнение, что «мятеж Желиговского» (8 октября 1920 г.), предпринятый 1-й литовско-белорусской дивизией за два дня до ратификации Сувалкского соглашения (принято 7 октября, но вступило в силу 10 октября 1920 г.), которое устанавливало польско-литовскую границу по «линии Фоша», был заранее спланированной акцией Ю. Пилсудского, разработанной еще в конце сентября 1920 года, а генерал выполнял лишь поставленную маршалом задачу.
Указывается, что генерал помогал осуществить Майский переворот 1926 года, возглавив войска на учениях под Варшавой в качестве доказательства приводятся послевоенные мемуары Ю. Пилсудского, в которых значится, что именно маршал отдал приказ о занятии Вильно. Польские историки (Jerzy Jan Lerski, B. Kolarz) считают, что созданная генералом Срединная Литва (12 октября 1920 — 22 марта 1922 г.) была лишь марионеточным государством, сформированным с целью дальнейшего присоединения к Польше.
Представители литовской историографии резко осуждают действия генерала и стремятся представить его, как и многих белорусско-польских деятелей описываемого периода, в образе поляка-захватчика, врага, самовольно нарушившего мирное соглашение (Сувалкское соглашение) и вторгшегося в Литовскую Республику. Большое значение литовские историки (Gintautas Vilkelis, Pranas Čepėnas) придают последствиям действий Желиговского (истории межвоенной Литвы) и дипломатической борьбе за возвращение Вильно («Виленский вопрос»), разгоревшейся после присоединения Срединной Литвы к Польше (18 апреля 1922 г.), в частности подробно описывается ряд дипломатических неудач, постигших государство в межвоенный период (признание границ Польши решением Лиги Наций от 3 февраля 1923..
Позиция западных держав в вильнюсском вопросе по-разному оценивается исследователями. Существует мнение, что подход Запада здесь отчасти был отражением общего отношения к Литве. Появление представителей независимой Литвы на Парижской мирной конференции стало сюрпризом для великих держав, поскольку литовскую делегацию туда не приглашали. В том, что Запад изначально воспринимал Литву лишь как польскую провинцию, П. Чепенас видит результат деятельности польской пропаганды.